# Carmen San Esteban
Carmen San Esteban Santiago (Vitoria, 5 de abril de 1965) es una actriz española.

## Biografía
Nació en Vitoria en 1965. Trabaja en cine, teatro y televisión, además de desarrollar una faceta pedagógica en su campo.
Junto a su trabajo interpretativo también ha hecho labores de presentadora en diferentes festivales, como en la Seminci de Valladolid, o los festivales NEFF (New European Film Festival) o ‘’Koterraza’’ de la ciudad de Vitoria. Escribe una columna en el periódico alavés el Diario de Noticias de Álava.

## Obra

### Cine (selección)
- 2016 Embarazados, dirigida por Juana Macías y protagonizada por Paco León y Alexandra Jiménez.
- 2014 Tres mentiras, dirigida por Ana Murugarren y protagonizada por Nora Navas.[7][8]
- 2011 El precio de la libertad.[9]
- 2008 Hoy no se fía, mañana sí.[10]

### Teatro (selección)
- 2015 Vanitas Vanitatis. Museo Artium.[11]
- 2015 El purgatorio.[12]
- 2011 In-posible realidad (monólogo).[13] Museo Artium de Vitoria.[11]
- 2010 ¿Entras?[2] (monólogo).
- 2010 El tiempo que venga. Museo Artium.[14]
- 2009 Heroínas (monólogo). Museo Artium de Vitoria.[15]

### Televisión
- 1990 Eva y Adán, agencia matrimonial, serie protagonizada por Verónica Forqué, Antonio Resines y Chus Lampreave.

## Premios y reconocimientos
- 1991 Mejor Actriz Cortometraje “Monsieur Cuirasse” Festival de Lorca.[16]
- 2000 Mejor actriz TV, por personaje protagonista en la serie “El Señorío de Larrea” de Pausoka-EITB. EAB Sindicato de Actores Vascos.[16]
- 2010 “¿Entras?”. Reconocimiento especial por este trabajo teatral en forma de monólogo en la Umore Azoka (Feria del Humor) de Lejona.[17]
- 2025 Alavesa de Agosto, reconocimiento entregado por El Correo.[18]